# 졸라족
졸라족 또는 디올라족은 세네갈, 감비아, 기니비사우에 거주하는 민족이다. 대부분의 졸라족은 세네갈 남부, 특히 하카자망스 지역에 흩어져 있는 작은 촌락들에 살고 있다. 졸라어의 주요 방언인 졸라-포니어는 세네갈의 국어 중 하나이다.
졸라족의 경제는 적어도 천 년 동안 논벼 재배에 기반을 두었다. 이 시스템은 서아프리카에서 '농업 문명'의 가장 중요한 사례 중 하나로 꼽혀 왔다. 이후 졸라족은 14세기 경 하카자망스 지역에 도달하여 하카자망스의 원주민인 바이누크족에게 그들의 벼 재배 전통을 전파시킨 것으로 보인다. 식민지 시대에 졸라족은 건조한 숲에서 땅콩을 현금작물로 재배하기 시작했다. 기타 경제 활동으로는 야자술 채취, 벌꿀 채집, 가축 사육, 그리고 고구마, 얌, 수박을 비롯한 기타 작물 생산이 있다.
졸라족의 전통 종교는 애니미즘으로, 주물숭배 의식과 제사를 통해 행해진다. 그러나 외부와의 교류가 활발해지며 졸라족은 인근 만딩카족의 영향으로 이슬람화되었다. 그 결과, 오늘날 많은 졸라족은 더 이상 졸라어를 사용하지 않으며 졸라족의 절반 이상이 이슬람교도이다. 기타 서아프리카 민족들과는 달리, 대부분의 졸라족 공동체는 사회적 또는 정치적 계급이 없으며, 가족이나 이웃으로 조직되어 있다. 그러나 일부 공동체는 족장을 비롯한 지배 계급이 존재하며, 여기서 족장의 역할은 전통적인 세속적 지도자보다는 사제에 가깝다. 가장 유명한 졸라족 왕국은 우수예(Oussouye)에 위치해 있다. 무슬림 졸라족 중에는 종교 지도자이자 교사인 마라부트(marabout)도 있다. 전통적인 애니미즘 의식은 졸라 사회에서 중요한 역할을 하는 원로들이 감독한다. 졸라족 소년들이 성인이 되기 위해서는 모든 졸라족 촌락에서 15~20년마다 열리는 부쿠트(Boukout)라는 성인식에 참여해야 한다.

## 명칭
졸라라는 단어는 만딩카어로 졸라족을 가리키는 이름이며, '보상'을 의미한다. 이는 졸라족이 자신들에게 행해진 일이 좋든 나쁘든 되갚아주는 것으로 알려져 있기 때문이다. 졸라어로 졸라족을 자칭하는 명칭의 단수형은 아자마트(Ajamat), 복수형은 아자마타우(Ajamataw)이다. 디올라(Diola)는 프랑스어의 전자으로, 영어 자료에서도 매우 흔하게 사용된다.

## 역사
졸라족은 카자망스와 감비아강 하류 지역의 최초 거주민으로 널리 알려져 있다.
이 지역의 거석과 돌무덤은 세레르족 또는 졸라족의 조상에 의해 건설된 것으로 추정된다.
11세기경, 점차 건조해지는 기후에 대항하여 졸라족 농부들은 우기에 빗물과 강물을 가두는 관개 시스템을 만들어 쌀을 재배했다.
세레르족과 졸라족은 공통 조상을 가지며, 고대 공유 문화유산에 기인하는 농담 관계(Joking Relationship)를 가지고 있다. 세레르족과 졸라족의 탄생 설화가 담긴 잠분과 아가인 전설(고대 세레르족과 졸라족의 전설)에 따르면, 잠분과 아가인이라고 불리는 두 자매가 각자의 일행과 함께 피로그에 탑승했다. 자연재해으로 인해 두 자매가 탑승했던 피로그는 상고마르에서 침몰했다. 남쪽으로 표류한 일행은 졸라족의 조상(아가인의 후손)이 되었고, 북쪽으로 표류한 일행은 세레르족의 조상(잠분의 후손)이 되었다. 상고마르은 세레르족의 성지 중 하나이다.

## 언어
졸라족은 졸라어를 사용하며, 이는 상호 이해가 불가능한 다양한 방언으로 나뉜다. 이 방언들은 서로 다른 졸라 부족에게서 사용된다.
- 반잘어: 카자망스강 남쪽의 소규모 공동체에서 사용된다.
- 바요트어: 지갱쇼르 인근에서 사용된다.
- 쿠디올라어: 우수예 남쪽의 몇몇 촌락에서 사용된다.
- 졸라-포니어: 비뇨나 주변에서 사용된다.
- 구실라이어: 티옹크에실 촌락에서 사용된다.
- 카론어: 디울룰루 남쪽 카자망스 해안을 따라 사용된다.
- 카사어: 우수이 인근에서 사용된다.
- 쿠와타이어: 카자망스강 남쪽 연안을 따라 사용된다.
- 음롬프어: 음롬프 촌락에서 사용된다.

## 종교
졸라족의 절반 이상(54%)은 무슬림이다. 특히, 감비아에 거주하는 졸라족의 90%는 무슬림이다. 다만 최근 졸라족은 이슬람교와 기독교의 영향에도 불구하고 애니미즘적 신앙과 의식을 계속 따르고 있다. 일부는 소닝케-마라부트 전쟁 이후 이슬람을 받아들였음에도 불구하고, 의식에서 야자술의 전통적 사용을 존중한다. 그들은 하늘, 비 (날씨), 해와 같은 자연 현상과 연관되는 하나의 신이 있는데, 에미트(Emit) 또는 아타 에미트(Ata Emit)라고 불리며, "우주의 주인" 또는 "우주의 소유자"를 의미한다. 졸라족은 에미트를 숭배하는 부적과 성역을 가지고 있다. 졸라족은 바킨(Bakin) 또는 에네르티(Eneerti)라고 불리는 영혼들이 가족, 촌락, 논밭을 보호하고 심지어 이슬람교과 기독교로의 개종으로부터도 보호할 수 있다고 믿는다.
이슬람교와 기독교의 신앙이 영향을 미치기 이전에 모든 졸라족은 장례식의 애니미즘적 의식을 철저히 따랐으며, 오늘날에도 일부 졸라족은 여전히 애니미즘적 장례 의식을 수행한다. 졸라족은 이러한 장례 의식이 죽은 자의 영혼을 최종 목적지로 인도해 조상들과 만날 수 있도록 돕는다고 믿는다. 또한 이들은 장례 의식을 행하지 않으면 영혼이 에미트와 조상들의 면전에 들어갈 수 없다고 강하게 믿었고 오늘날에도 일부 졸라족은 그렇게 믿는다. 졸라족은 세상에서 인도주의적 삶을 사는 것이 도리라고 믿었다. 졸라족은 세상에서 나쁜 삶을 살면, 사람이 죽었을 때 죽은 사람의 영혼이 누울 침대도 없는 망명 영혼이 되는 벌을 받는다고 믿는다. 졸라족의 일부 하위 부족에서는 이 망명 영혼을 홀로와(Holowa)라고 부른다. 홀로와는 다른 영혼들에게 존경받지 못하는 떠도는 영혼이 된다.
일부 졸라족 종교 축제에는 사마이, 쿰포, 니아세라고 불리는 인물이 등장한다.

## 문화

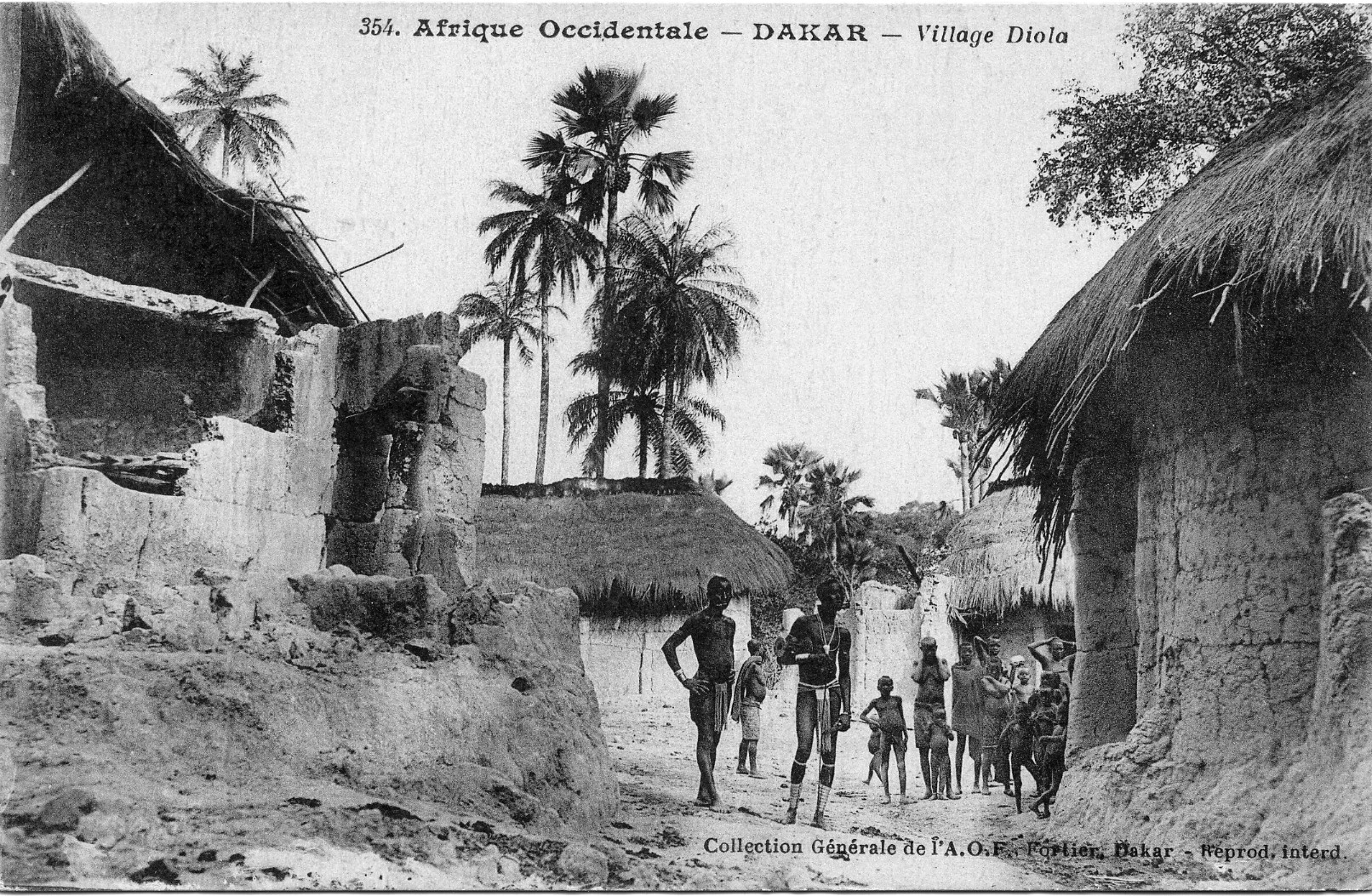
졸라족 촌락

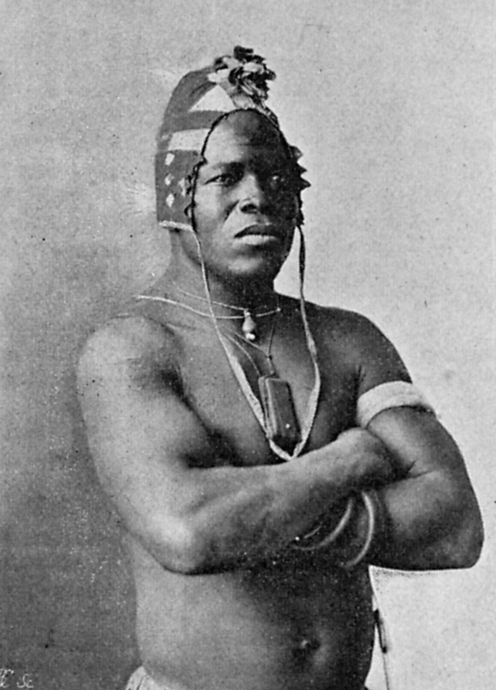
1902년경의 졸라족

세네감비아 지역의 대부분의 민족과는 달리 졸라족은 보석상, 그리오트, 노예, 귀족, 가죽 세공인 등으로 구성된 카스트제를 가지고 있지 않다. 졸라족 공동체는 독립적인 이름이 존재할 만큼 충분히 크고 영향력 있는 씨족 정착촌을 기반으로 한다. 또한 졸라족은 약용식물을 통한 의료 요법에 능한 것으로 알려져 있다. 졸라족의 자연과 환경에 대한 높은 적응력은 음악, 자연 의학, 그리고 가장 중요한 쌀 재배에 중점을 둔 문명을 형성될 수 있게 하였다. 졸라족은 자율적으로 제작한 농기구인 카잔도를 사용한다.
세네감비아 지역의 다른 토착 민족들(바가족, 발란타족, 코냐기족 등)과 마찬가지로 졸라족은 소닝케족이나 만딩카족처럼 세네감비아 지역으로 이주한 민족들과 달리 촌락 수준을 넘어 선진화된 정치적 사회에 도달하지 못했다. 그러나 이것이 그들이 복잡한 정치 체제를 발전시키지 못했다는 것을 의미하지는 않는다. 제한된 촌락 환경을 중심으로 구조화된 졸라족 사회의 평등성은 졸라족으로 하여금 집단 의식에 기반을 둔 정치 체제를 발전시킬 가능성을 주었다. 다른 의미에서 졸라족의 정치 체제는 사회주의였다. 이것은 바킨(Bakin)에 대한 그들의 종교적 믿음과 전적으로 연결되어 있었다. 이 정치적 성공은 한 체제를 채택한 사회가 잘 정의된 행정 및 처벌 규칙을 가지고 있지 않으면 쉽게 달성할 수 없다는 것을 증명했다. 졸라족은 낚시, 땅콩 재배, 야자술 채취, 야자유 가공과 같은 많은 전통 경제 활동을 가지고 있다. 그들의 가장 집약적인 경제 활동은 쌀 재배이며, 이는 그들의 종교 및 사회 조직과 밀접하게 연결되어 있다. 졸라족은 소, 돼지, 염소, 닭, 양, 오리를 기르며, 수공예품으로는 바구니, 도자기, 건축물이 있다.
장로들은 졸라족 사회에서 매우 중요하게 여겨지며, 신비로운 힘을 소유하고 사회 전통을 지키는 존재로 여겨진다. 각 촌락에서는 장로회에서 공동체의 중대한 결정을 내리고 큰 영향력을 행사한다. 졸라족 사회의 가부장적 특성에도 불구하고, 많은 여성들이 공동체에서 중요한 역할을 수행했으며 일부 여성들은 촌락 회의의 구성원, 종교 지도자, 토지 소유자였다. 또한 여성들은 주로 벼 재배에서 중요한 역할을 한다. 복혼와 성기 절단은 졸라족에게서 행해지지 않지만, 외부 영향으로 인해 일부 촌락에서는 행해지는 추세이다.

### 음악

#### 아콘팅

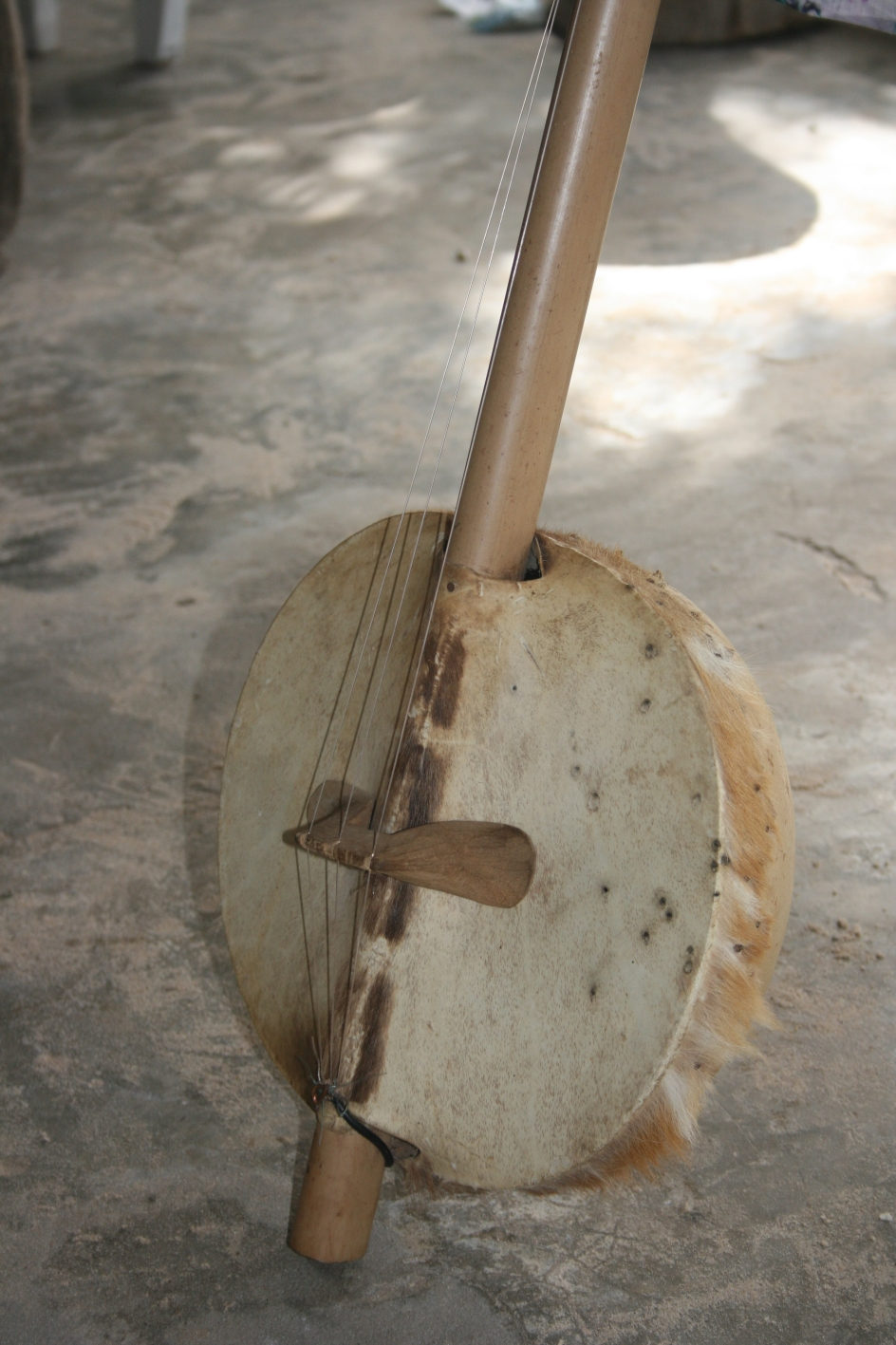
아콘팅의 모습

아콘팅(Akonting)은 졸라족의 민속 류트로, 세 개의 현을 보유한 호리병 모양의 악기이다. 몸통을 관통하는 내부의 다웰 스틱과 둥근 호리병 모양의 몸통을 가지고 있으며, 사운드 박스는 반구형 칼라바시로 만들어지고 염소 가죽이 못으로 고정되어 있다. 못이 도입되기 전에는 종려과 가시나 나무 못이 사용되었다. 긴 목에 부착된 세 개의 줄은 오늘날 나일론 낚싯줄이다. 이전에는 야자나무 뿌리(졸라어: kuhall kata kubekel)로 만들어졌다. 만딩카어로 방고에(bangoe)라고 불리는 아콘팅의 목은 칼라바시를 통해 반대편으로 지나가며, 주로 대나무로 만들어진다. 사운드 박스에는 소리가 빠져나갈 수 있는 구멍이 뚫려 있다. 아콘팅의 브리지는 여타 류트처럼 가죽에 고정되어 있지 않다. 아콘팅의 브리지는 자유롭고, 사운드 박스의 가죽 위를 앞뒤로 움직일 수 있으며, 연주할 때는 줄에 의해 제 위치에 고정된다.

#### 갈리레
갈리레(Galire)는 티옹크에실의 졸라족이 사용하는 한 줄 악기로, 가는 맹그로브로 만든 1미터 길이의 곡선 막대 위에 줄이 팽팽하게 당겨져 있다. 활과 닮아있다. 한 손으로 주로 야자잎으로 만드는 유연한 현을 잡고 활의 줄을 치며, 다른 한 손으로 활의 한쪽 끝을 잡고 엄지손가락으로 음을 조절하며 연주한다. 활의 다른 한쪽 끝은 연주자의 입에 닿아 있으며, 연주자는 노래를 부른다. 연주자의 노래가 활의 줄에 미치는 진동과 가늘고 유연한 현이 갈리레 특유의 경쾌하고 특징적인 소리를 만들어낸다.
졸라족 청년들의 도시 이주로 인해 카자망스와 감비아의 졸라족 사이에서 갈리레의 사용이 급격히 감소했다.

#### 기타 악기
아래는 몇 가지 졸라족 악기 목록이다. 참고: 티옹크 에실의 졸라어를 사용하여 이름을 붙였다. 다른 촌락의 언어에서는 이름이 다소 다를 수 있다.
- 바키티(Bakiti): 두 개의 마라카스에 손잡이가 없고 하나의 끈으로 연결된 모양의 악기이다.
- 부갈라부(Bougarabou)
- 에디안도(Ediando): 여성들의 성인식 춤에 사용된다.
- 에펨메(Efemme): 물이 가득 찬 그릇에 뒤집어 놓은 칼라바시 모양의 악기이다. 비가 올 때 여성들이 즉흥적으로 사용하거나 북을 대체한다.
- 엘레레(Elere)
- 에몸비(Emombi): 성인식에서만 사용되며, 신성하고 거의 볼 수 없다. 약 20~30년에 한 번씩 사용된다.
- 에탄탕(Etantang): 춤과 레슬링 축제에 사용된다.
- 에왕(Ewang): 남성 성인식에 사용된다.
- 푸인둠(Fouindoum): 성인식에 사용되는 북이다.
- 가빌레네(Gabilene): 동물의 뿔로 소리를 낸다.

## 출신 인물
- 다요 우파메카노
- 에부 애덤스
- 이스마일 야콥스
- 제임스 고메즈
- 욘 카레브
- 조제프 로피
- 조슈아 킹
- 안수 파티
- 쟈크 파티
- 야히아 자메, 전 감비아 대통령
- 조슈아 킹
- 큐팁, 밴드 어 트라이브 콜드 퀘스트의 래퍼
- 바카리 사냐, 축구 선수
- 질 스콧, 음악가
- 피케티
- 우마르 니아스

## 같이 보기
- 라 뮬라트레스 솔리튀드
- 졸라 문화 박물관